# Élisabeth Chirol
Pour les articles homonymes, voir Chirol.
Élisabeth Chirol, née le 4 février 1915 à Rouen et morte le 10 mai 2001 à Bois-Guillaume, est une historienne française contemporaine, spécialiste de la Renaissance.

## Biographie
Elle est la fille de Pierre Chirol, architecte.
Diplômée de l'école du Louvre avec une thèse sur « Le château de Gaillon », elle est, de 1949 à 1952, assistante au musée des Antiquités de Rouen puis au musée des beaux-arts de la même ville de 1952 à 1960. Elle succède à l'architecte Robert Flavigny comme conservateur des musées départementaux de la Seine-Maritime.
Elle est membre de la commission départementale des antiquités de la Seine-Inférieure en 1951.
Admise à l'Académie des sciences, belles-lettres et arts de Rouen le 10 décembre 1955, elle est présidente de la société des Amis des monuments rouennais de 1961 à 1970 et de 1975 à 1993.
En 1970, elle est nommée chevalier de la Légion d'honneur.

## Principales publications
- Un premier foyer de la Renaissance en France : le château de Gaillon  (préf. Marcel Aubert), Rouen / Paris, Lecerf, 1952, 293 p.
- Élisabeth Chirol (dir.), Jacques Delécluse, Alain Gaspérini, Arlette Gaspérini et Jacqueline Prévost, Le Guide de Rouen, Lyon, La Manufacture, 1991, 2e éd. (1re éd. 1988) (ISBN 9782737702389).

## Distinctions
- Chevalière de la Légion d'honneur (1970).
- Chevalière de l'ordre des Palmes académiques.
- Chevalière de l'ordre des Arts et des Lettres.